# Alfonso Bassave
Alfonso Bassave, właściwie Alfonso Vázquez López de Sá (ur. 29 grudnia 1979 w Madrycie w Hiszpanii) – hiszpański aktor i producent filmowy.

## Życie prywatne
Ukończył studia prawnicze, zanim studiował aktorstwo w Central School of Speech and Drama w Londynie. Był związany z hiszpańskim modelem Jonem Kortajareną (2010). W 2019 przyznał w wywiadzie, że udział w terapii pomógł mu przezwyciężyć problemy z pracą związaną z zawodem aktora.

## Filmografia

### Filmy fabularne
- 2004: XXL jako Chico
- 2007: El regreso de Alicia jako tatuś na przyjęciu
- 2008: 8 randek (8 citas) jako Alfonso
- 2009: Miłosna dieta (Dieta mediterránea) jako Frank

### Seriale TV
- 2002: Un paso adelante jako José
- 2004: Diez en Ibiza jako Rubén
- 2005: Caterina e le sue figlie jako Pablo
- 2006: Los simuladores jako Pablo Villalba
- 2007: C.L.A. No somos ángeles jako Sergio
- 2007-2008: Hospital Central jako Jesús Ibáñez
- 2008: El síndrome de Ulises jako Pedro Ramírez
- 2009: U.C.O. jako Pablo Molina
- 2010: La pecera de Eva jako Pep
- 2010-2012: Hispania, la leyenda jako Darío
- 2011: Crematorio jako Sergio Martí
- 2012-2013: Gran Hotel jako Gonzalo Alarcón
- 2013-2014: Amar en tiempos revueltos jako Diego Tudela
- 2015: Carlos, Rey Emperador jako Franciszek I